# R. c. Kang-Brown
R. c. Kang-Brown est un arrêt de principe de la Cour suprême du Canada rendu en 2008 concernant les limites des pouvoirs des agents de la paix en matière de fouilles, perquisitions et saisies.

## Les faits
Le 25 janvier 2002, vers 11 h, à la gare routière de Calgary, en Alberta, trois policiers ont participé à une opération spéciale conçue pour détecter les passeurs de drogue. 
Tout en observant un autobus arriver à la gare, ils ont aperçu l'accusé, Gurmakh Kang-Brown, débarquant du bus Greyhound de Vancouver toute la nuit. L'accusé a jeté un long regard aux policiers. Les agents ont trouvé le comportement de l'accusé suspect, l'ont arrêté et lui ont demandé s'il transportait des stupéfiants. L'accusé a dit non. 
Ensuite, l'un des policiers a demandé à regarder dans le sac de l'accusé. L'accusé a déposé son sac et a ouvert la fermeture éclair. Lorsque l'accusé a ouvert la fermeture éclair du sac, l'agent est allé toucher le sac. L'accusé l'a retiré, l'air nerveux. L'agent a fait signe à un autre agent de demander à un chien renifleur de drogue de renifler le sac de l'homme. Le chien a indiqué la présence de drogue dans le sac.
Les agents ont arrêté l'accusé pour possession et trafic de drogues, l'ont fouillé et ont trouvé de la drogue sur lui et dans son sac.

## Procès
Au procès, le juge a conclu que l'accusé n'avait été ni détenu ni fouillé illégalement et que les odeurs du sac, qui émanait librement d'un service de transport en commun, ne constituaient pas une information dans laquelle l'accusé avait une attente raisonnable en matière de vie privée. Par conséquent, l'article 8 de la Charte canadienne des droits et libertés n'était pas en cause.

## Appel
En appel, la Cour d'appel de l'Alberta a convenu avec le juge de première instance qu'il n'y avait pas eu de détention et que la question était de savoir si le citoyen ordinaire qui n'a commis aucune infraction a une attente raisonnable en matière de vie privée qui serait gravement atteinte par l'action policière en question . Pour déterminer si l'accusé avait une attente raisonnable en matière de vie privée, les facteurs suivants ont été pris en considération :
- que la police était dans un lieu purement public (pas dans la cour d'une maison)
- que le chien n'a livré qu'une information grossière (oui ou non à la présence d'une quantité inconnue d'une drogue illégale inconnue)
- qu'aucun détail intime de la vie privée ne pouvait être révélé
- que les odeurs sortaient passivement
- et qu'elles ont été détectées par quelque chose de similaire (mais plus sensible que) un nez humain ordinaire.

La Cour a conclu qu'il n'y avait aucune attente raisonnable de confidentialité pour ces informations limitées dans ce lieu public et qu'il n'y avait pas eu de perquisition. Il a convenu avec le juge de première instance que même s'il y avait eu violation de la Charte, la preuve ne devrait pas être écartée en vertu de l'article 24(2) de la Charte canadienne des droits et libertés.
L'accusé a fait appel jugement en Cour suprême. 

## Questions en litige
Les questions suivantes ont été soumises à la Cour :
- L'utilisation d'un chien renifleur constitue-t-elle une fouille?
- Dans l'affirmative, la perquisition est-elle raisonnable?
- Si fouille est abusive et les droits de l'appelant ont été violés, la preuve devrait-elle être écartée en vertu de l'art. 24(2) de la Charte canadienne des droits et libertés?
- Les pouvoirs de common law de la police pour enquêter sur les crimes incluent-ils l'utilisation de chiens renifleurs?

## Jugement de la Cour suprême
Le pourvoi de Gurmakh Kang‑Brown est accueilli. 

## Motifs du jugement
La Cour a conclu que la police n'a pas le droit d'effectuer une fouille à l'aide d'un chien renifleur (d'utiliser des chiens pour effectuer des fouilles aléatoires) dans les espaces publics lorsqu'une telle fouille n'est pas spécifiquement autorisée par la loi. Dans cette affaire, les droits d'un suspect en vertu de l'article 8 de la Charte canadienne des droits et libertés (la « Charte ») ont été violés lorsqu'un policier l'a arrêté à une gare routière et qu'un chien renifleur a fouillé son sac pour trouver de la drogue en sa possession.
Les neuf juges sont convenus que le chien renifleur du sac du passager à la gare routière équivalait à une fouille au sens de l'article 8 de la Charte.
La juge en chef McLachlin et les juges Binnie, LeBel, Fish, Abella et Charron sont convenus que la fouille par un chien renifleur du sac du passager à la gare routière violait l'article 8 de la Charte et que, dans les circonstances de la présente affaire, la preuve devrait être écartée conformément à l'article 24(2) de la Charte.
Selon les juges LeBel, Fish, Abella et Charon, la fouille par un chien renifleur a enfreint l'article 8 parce qu'une telle fouille n'était pas expressément autorisée par la loi. Lorsqu'il s'agit de déterminer si la police était autorisée en common law à effectuer la fouille dans le cadre de son obligation générale d'enquêter sur un crime, le seuil d'exercice des pouvoirs de police ne devrait pas être abaissé à celui de « soupçon raisonnable », car cela porterait atteinte aux garanties importantes énoncées à l'article 8 contre l'intrusion injustifiée de l'État. La norme existante et bien établie des « motifs raisonnables et probables » devrait être appliquée. Dans ce cas, la fouille n'a pas satisfait à cette norme.
Selon la juge en chef McLachlin et le juge Binnie, un juste équilibre entre les droits d'un individu en vertu de l'article 8 et les exigences raisonnables de l'application de la loi serait atteint en autorisant de telles fouilles « renifleurs » sur la base d'un « soupçon raisonnable » sans nécessiter d'autorisation judiciaire préalable. 

### Norme de soupçon raisonnable
Le « soupçon » est une attente selon laquelle la personne ciblée est peut-être engagée dans une activité criminelle. Un soupçon « raisonnable » signifie quelque chose de plus qu'un simple soupçon et quelque chose de moins qu'une croyance fondée sur des motifs raisonnables et probables. Étant donné que les fouilles des chiens renifleurs sont effectuées sans autorisation judiciaire préalable, l'examen judiciaire après coup des motifs du prétendu « soupçon raisonnable » doit être rigoureux. 
En l'espèce, l'action policière était fondée sur la spéculation. Le reniflement dans ce cas était une fouille abusive puisque l'agent de la GRC n'avait aucun motif de soupçon raisonnable au moment où le chien a été appelé. Cependant, en raison de l'arrêt R. c. MacKenzie  les policiers peuvent maintenant simplement s'appuyer sur leur expérience sur le terrain pour créer de vastes catégories de comportements « suspects » dans lesquels presque n'importe qui pourrait tomber . 

## Jugement dissident
Les juges Bastarache, Deschamps et Rothstein ont rédigé un jugement dissident. Ils ont estimé que le chien reniflant le sac du passager à la gare routière équivalait à une fouille en vertu de l'article 8 de la Charte. Cependant, ils sont d'avis qu'il n'est pas nécessaire de déterminer si la preuve doit être écartée en vertu de l'article 24(2) de la Charte parce que la fouille par un chien renifleur du sac du passager à la gare routière n'a pas violé l'article 8 de la Charte.